# کویری-لس-ایویرز
کویری-لس-ایویرز (به فرانسوی: Cuiry-lès-Iviers) یک کمون (فرانسه) در فرانسه است که در ان (ا-دو-فرانس) واقع شده‌است. کویری-لس-ایویرز ۴٫۷۹ کیلومتر مربع مساحت دارد ۱۶۸ متر بالاتر از سطح دریا واقع شده‌است.